# Polarlicht

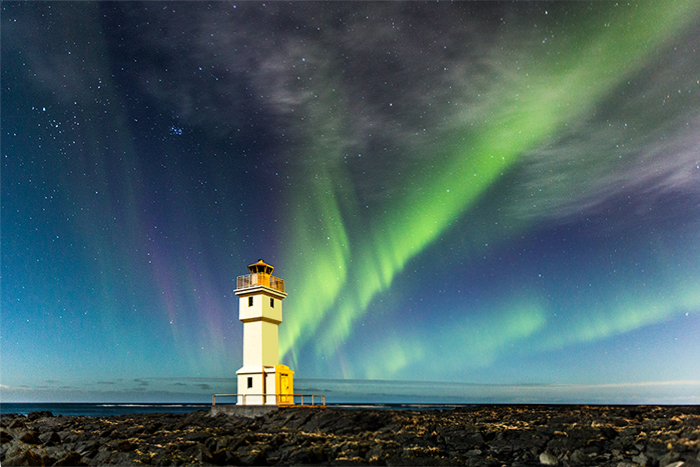
Polarlicht bei Akranes (Island)

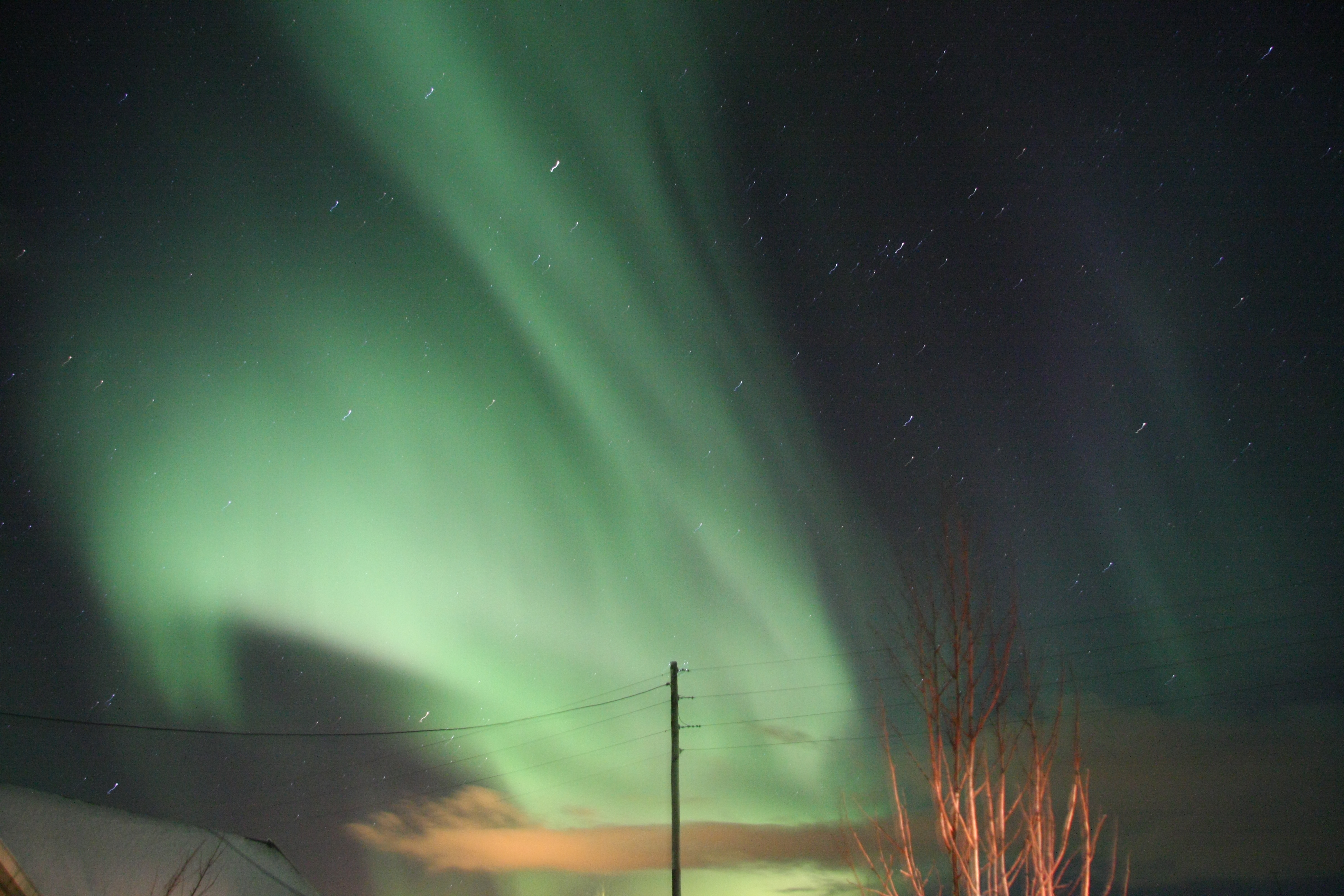
Polarlicht bei Vadsø (Nordnorwegen)

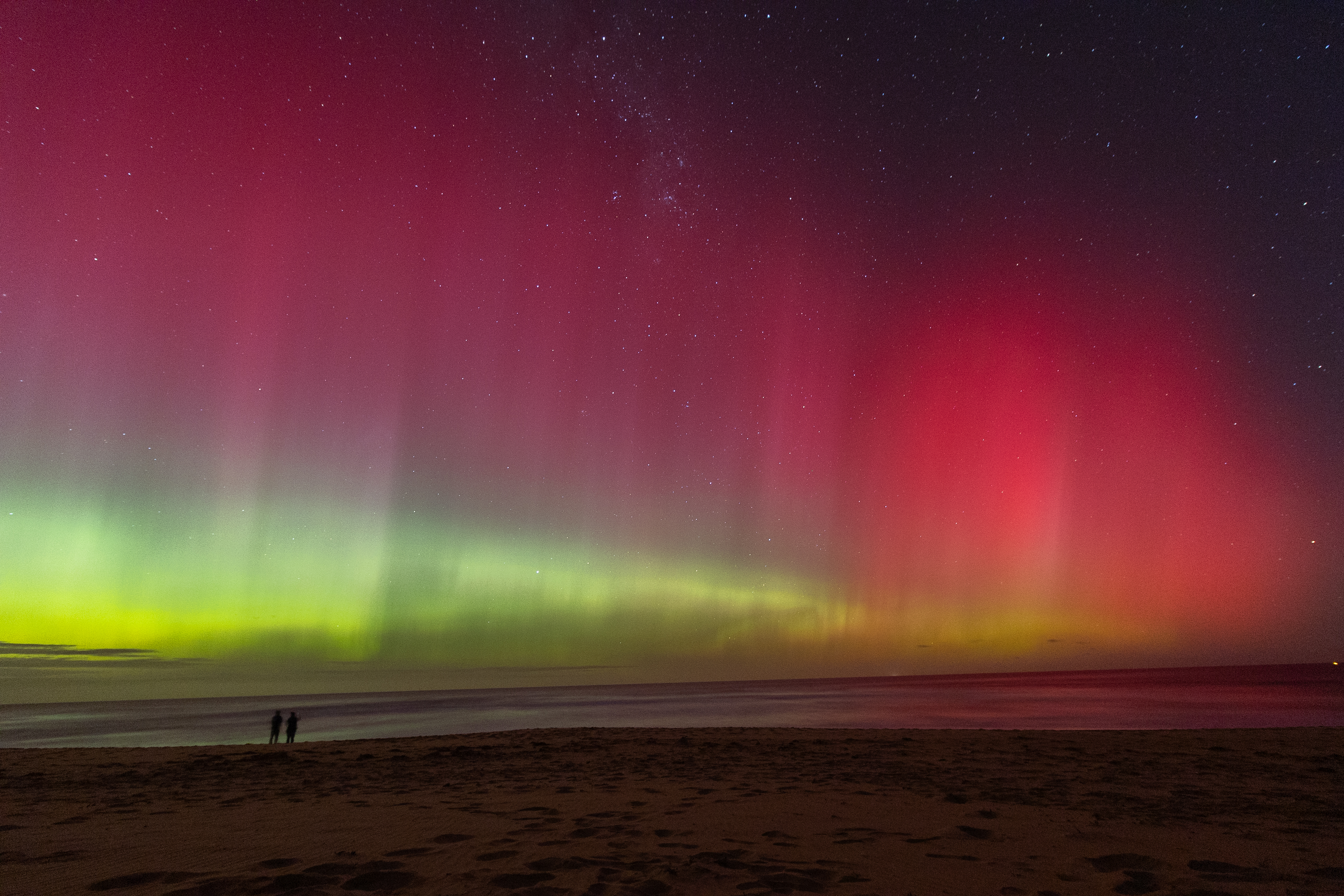
Aurora australis, d. h. Südlicht, am 12. Mai 2024 bei Melbourne (Australien)

Das Polarlicht (wissenschaftlich Aurora borealis als Nordlicht auf der Nordhalbkugel und Aurora australis als Südlicht auf der Südhalbkugel) ist eine Leuchterscheinung durch angeregte Stickstoff- und Sauerstoffatome der Hochatmosphäre, also ein Elektrometeor. Polarlichter sind meistens in etwa 3 bis 6 Breitengrade umfassenden Bändern in der Nähe der Magnetpole zu sehen. Hervorgerufen werden sie durch energiereiche geladene Teilchen, die mit dem Erdmagnetfeld wechselwirken. Dadurch, dass jene Teilchen in den Polarregionen auf die Erdatmosphäre treffen, entsteht das Leuchten am Himmel.

## Entstehung

Eintritt von Magnetosphärenplasmapartikeln über die polaren Trichter

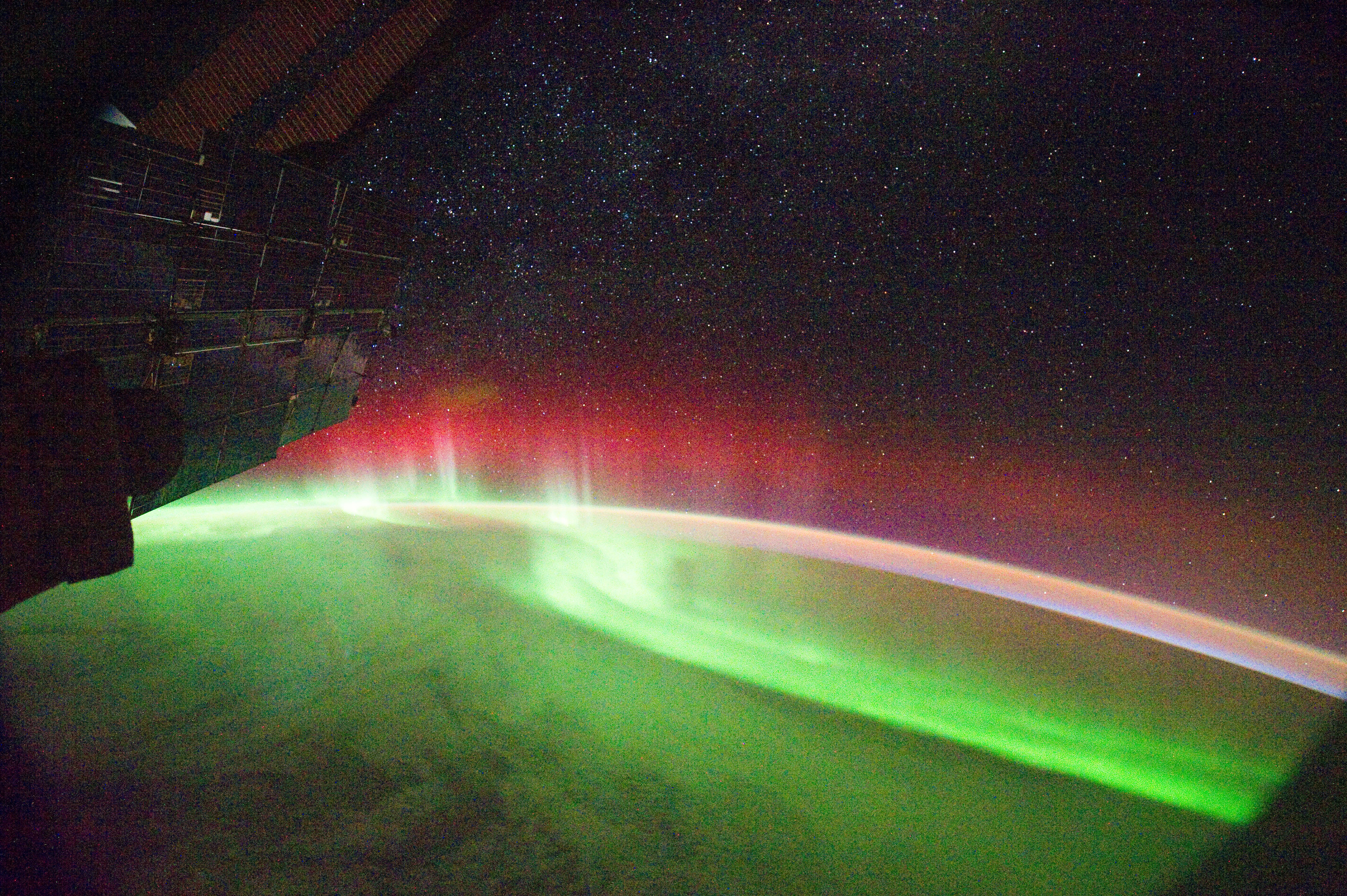
Polarlicht, Erde, aus dem All aufgenommen

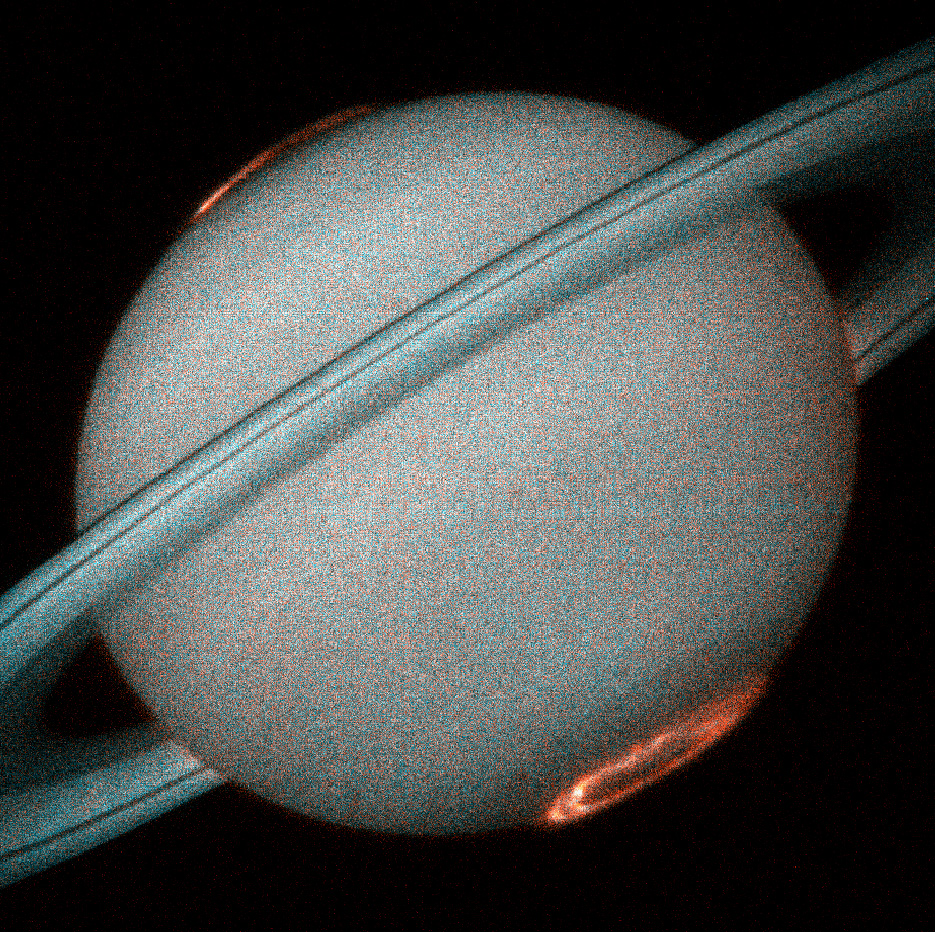
Polarlichter auf dem Saturn (UV-Licht; Hubble-Weltraumteleskop; 1997)

Das Plasma des Sonnenwindes wird durch das Erdmagnetfeld in weitem Bogen um die Erde gelenkt, da die elektrisch geladenen Teilchen sich nicht quer zu den Magnetfeldlinien bewegen können. Dadurch wird die Magnetosphäre deformiert, die Feldlinien werden auf der sonnenzugewandten Seite gestaucht und auf der Nachtseite zu einem langen Schweif ausgezogen. Die Sonne ist unstet und kann bei heftigen Sonneneruptionen einen koronalen Massenauswurf hervorbringen, der, falls erdgerichtet, mit einer Geschwindigkeit von ca. 1000 km/s nach etwa zwei Tagen die Erde erreicht. Dann wird die Magnetosphäre gestört – man spricht auch von einem geomagnetischen Sturm – und es treten im Schweifbereich Rekonnexionen auf. Infolge der Veränderung des Magnetfeldes entsteht durch elektromagnetische Induktion auf der Nachtseite der Erde Elektrizität. Dadurch werden Elektronen beschleunigt und es entsteht ein komplexes System bewegter elektrischer Ladungen, die sich in teils großen, weltumspannenden Strömen wie dem Ringstrom, den Birkelandströmen, den Pedersenströmen und dem polaren Elektrojet um die Erde bewegen. Elektronen, die entlang der Magnetfeldlinien spiralförmig zur Erde geleitet werden, treffen an deren Fußpunkten auf Sauerstoff- und Stickstoffatome der Erdatmosphäre und regen diese an oder ionisieren sie. Die durch Elektronenstoß oder durch Rekombination entstandenen angeregten Atome senden beim Rückfall in den Grundzustand Licht aus, meist grünes oder rotes Phosphoreszenzlicht. Bei starken Magnetstürmen können auch Feldlinien betroffen sein, deren Fußpunkte in niedrigen Breiten liegen.
Das rote Licht entsteht in ~250 km Höhe, das grüne Licht in ~120 km Höhe. Die Höhe der Polarlichter wurde schon im 18. Jahrhundert durch Triangulation bestimmt. Dazu muss ein charakteristisches Merkmal von zwei Beobachtern in möglichst großen Abständen angepeilt werden. John Dalton und Henry Cavendish gelang 1789/90 so eine Höhenbestimmung von 80 bis 160 km, die in etwa heutigen Werten entspricht. Carl Störmer erhielt im 20. Jahrhundert durch zahlreiche Bildauswertungen mittlere Höhen (für das grüne Licht) von 110 km.

## Auftreten

### Lokaler Schwerpunkt an den Polen
Polarlichter treten hauptsächlich in den Polarregionen auf, wo die Feldlinien die Atmosphäre durchdringen. Sie kommen sowohl in nördlichen Breiten (Nordlichter, auch Aurora borealis) als auch auf der Südhalbkugel vor (Südlichter, auch Aurora australis). Besonders häufig treten Polarlichter in Alaska, Kanada, Finnland, Island und Norwegen auf.
Auch auf anderen Planeten des Sonnensystems werden diese Erscheinungen beobachtet. Voraussetzung hierfür ist, dass der Planet ein eigenes Magnetfeld und eine Atmosphäre besitzt. Beispielsweise wurden Polarlichter auf dem Mars mithilfe der Sonde MAVEN beobachtet. Im Jahre 2015 konnten Astronomen erstmals Polarlichter außerhalb des Sonnensystems beobachten. Die an dem 18 Lichtjahre entfernten Stern LSR J1835+3259 mit geringer Masse beobachteten Aktivitäten waren etwa 10.000-mal stärker als Polarlichter auf dem Jupiter.
Auch Kernwaffentests in hohen Atmosphären-Schichten (400 km) rufen solche Phänomene hervor, wie beispielsweise der Starfish-Prime-Test der USA am 9. Juli 1962.

### Häufigkeit
Die Häufigkeit der Polarlichterscheinungen in den mittleren Breiten (Mitteleuropa) hängt von der Sonnenaktivität ab. Die Sonne durchläuft einen Aktivitätszyklus (Sonnenfleckenzyklus), der vom Anfang (solares Minimum) über die Mitte (solares Maximum) bis zum Ende (erneutes Minimum) im Durchschnitt elf Jahre dauert. Mit diesem Zyklus schwankt auch die Häufigkeit von Polarlichtern. Insbesondere während des Aktivitätsmaximums (auch Solarmax genannt; zuletzt aufgetreten 2013/14) finden starke Eruptionen auf der Sonne besonders häufig statt. Die großen koronalen Massenauswürfe sind für Polarlichter in Mitteleuropa essentiell. In frühen und späten Phasen des Sonnenzyklus, nahe am solaren Minimum, treten viel weniger dieser Eruptionen auf und somit gibt es auch eine deutlich geringere Wahrscheinlichkeit für Polarlichter. Dennoch können auch im abfallenden und ansteigenden Sonnenzyklus starke Ereignisse beobachtet werden.
So wurden unter anderem im Herbst 2003 Polarlichter in Griechenland und auch auf den Kanarischen Inseln gesichtet. Im Mittel können während der Phase des solaren Maximums im deutschsprachigen Raum etwa 10 bis 20 dieser Leuchterscheinungen pro Jahr beobachtet werden. Im Allgemeinen sind sie am Nordhimmel zu sehen, nur bei besonders starkem Sonnenwind können sie auch in südlicher Richtung auftreten. Durch erdgebundene, visuelle Sonnenbeobachtung können Polarlichter kurzfristig vorhergesagt werden. Besser gelingt dies aber durch das Hinzuziehen von frei verfügbaren Daten der diversen Weltraummissionen von ESA und NASA zur Erforschung der Sonne und des Sonnenwindes. Da der Sonnenwind zwei bis vier Tage von der Sonne bis zur Erde unterwegs ist, kann in diesem Zeitabstand nach einer starken, erdgerichteten Sonneneruption mit Polarlichtern gerechnet werden.
Die statistische Ableitung, dass Polarlichter hauptsächlich im Herbst/frühen Winter, von Ende Oktober bis Mitte Dezember, sowie im späten Winter/Frühjahr, von Ende Februar bis Anfang April, auftreten, ist nicht absolut gesichert. Hier stehen zwar die Magnetfelder von Erde und Sonne besonders günstig zueinander, aber dieser Effekt ist aufgrund der geringen Neigung der Erdachse gegen die Ekliptik eher zu vernachlässigen. Wahrscheinlicher ist es, dass besonders in den kältesten Winternächten die Beobachtungen aufgrund des Wetters sehr rar sind. Ähnliches gilt für die fehlenden Sommerbeobachtungen, denn zu dieser Jahreszeit herrscht im Norden die Mitternachtssonne und macht Polarlichtsichtungen praktisch unmöglich. Im Allgemeinen kann man sagen, dass Polarlichter mit zunehmender Distanz zum jeweiligen Pol, etwa von Deutschland, Österreich, der Schweiz und Italien aus, meist nur während des Aktivitätsmaximums der Sonne beobachtet werden können, was relativ selten ist. Mittels moderner Digitalkameras kann man jedoch auch während der weniger aktiven Phasen des Sonnenzyklus noch einzelne Ereignisse – von Mitteleuropa aus – dokumentieren.
Die Intensität der Polarlichter stieg seit 2007 wieder an und hatte 2013/14 ihren letzten Höhepunkt. Laut der amerikanischen Luft- und Raumfahrtbehörde NASA sollten es die stärksten Polarlichter seit 50 Jahren werden. Tatsächlich fiel der aktuelle Sonnenfleckenzyklus aber schwächer als seine Vorgänger aus, wodurch die Polarlichtaktivität eher verhalten ist.

## Farben

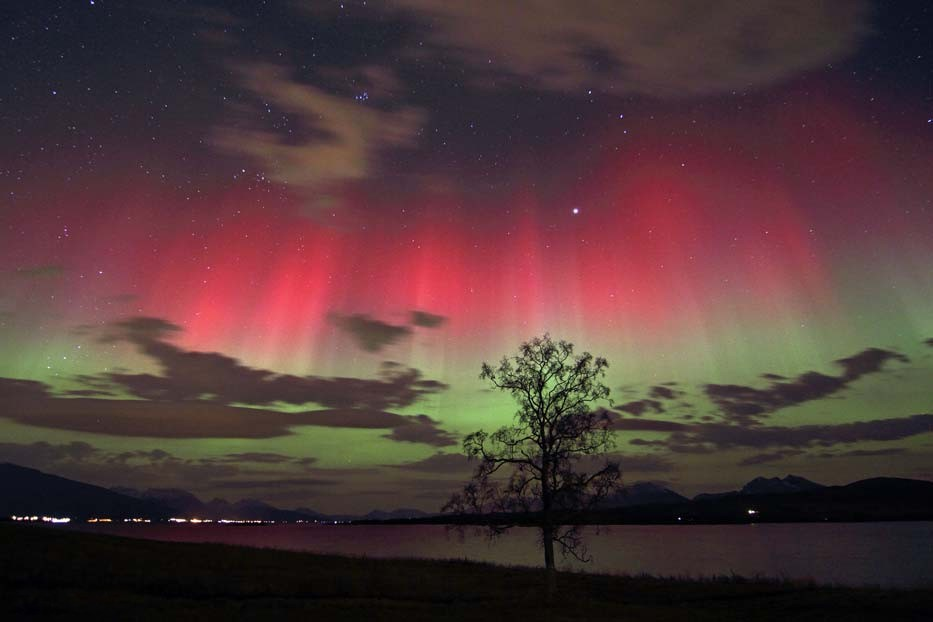
Höhenabstufung rot/grün (bei Tromsø)

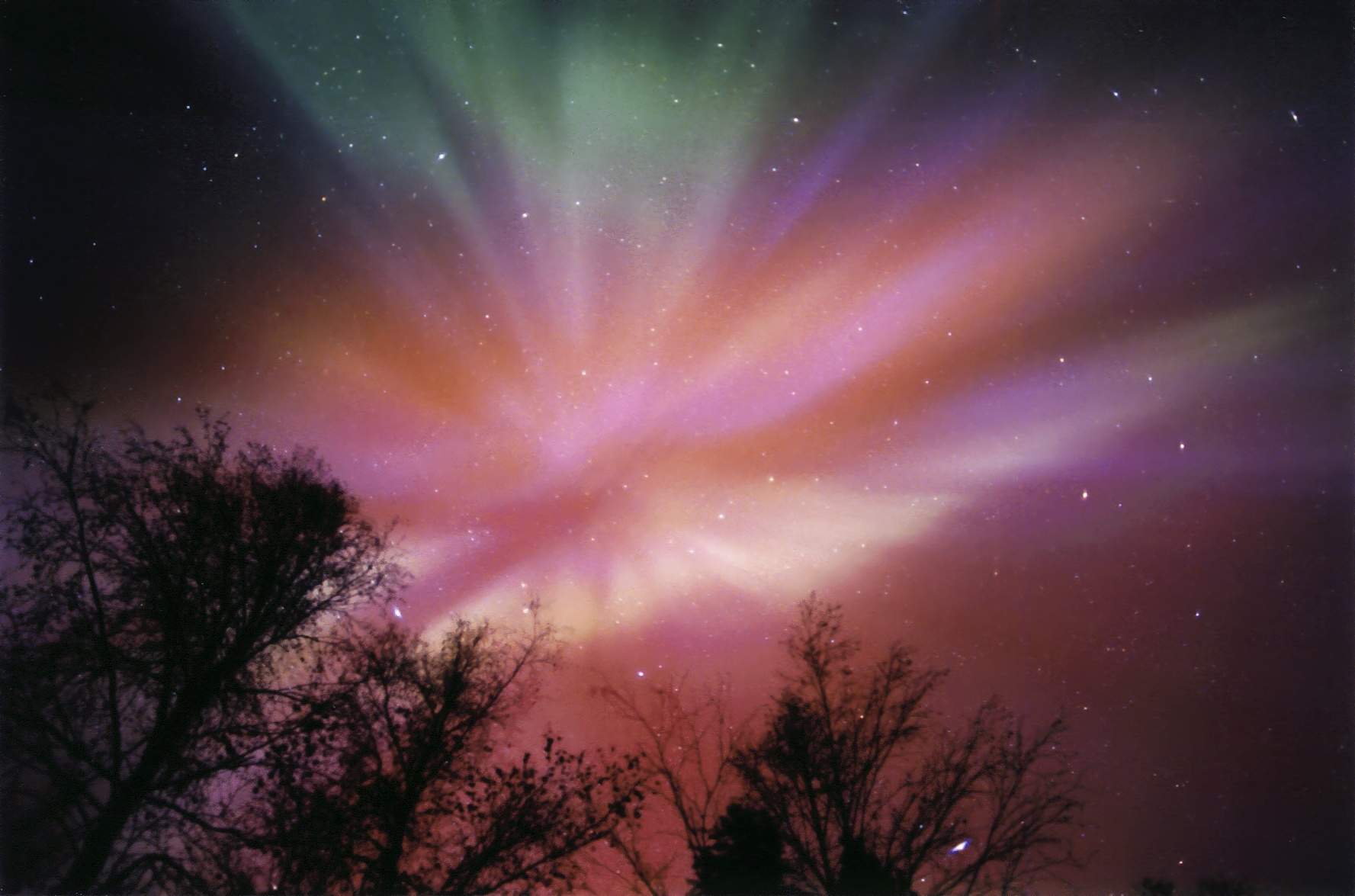
Mehrfarbiges Polarlicht

Unter den fünf Spektrallinien des Lichts der Aurora befinden sich nicht, wie bei der Neonröhre, die typischen, im Labor beobachtbaren Linien des Stickstoffs und des Sauerstoffs. Es gibt grünes Licht bei 557,7 nm, rotes Licht bei 630 nm und 636 nm – alle dem Sauerstoff zugeordnet – und seltener blaues Licht bei 391 nm und 428 nm vom Stickstoff. Diese Linien gehören zu Übergängen, für die Dipolstrahlung nicht in Frage kommt. Dennoch kann man sie Energiestufen der Elemente zuordnen. Stattdessen entstehen sie aus relativ langlebigen, metastabilen Zuständen durch Quadrupolübergänge der Phosphoreszenz.
Die Aurora ist also ein Nachleuchten der Sauerstoffatome und Stickstoffmoleküle in der Erdatmosphäre, angeregt durch nachtseitig in die Atmosphäre eintretende, hochenergetische Elektronen, die durch magnetische Induktion im Zusammenhang mit den von der Sonne verursachten Schwankungen des Erdmagnetfeldes auftreten. Rotes Licht erscheint immer oberhalb des grünen Lichtes.
Es gibt einen weiteren Prozess, der mit dem Nachleuchten konkurriert. Ein metastabiles Atom kann seinen Anregungszustand auch strahlungslos beenden, wenn es auf ein Nachbaratom trifft und diesem seine Energie durch Stoßabregung überträgt. Damit wird der Prozess druckabhängig. Es müssen genügend Atome vorhanden sein, damit sich metastabile Atome bilden können, aber nicht zu viele, weil sonst Stoßprozesse die Zustände abregen. Das führt zu einer Schichtung der Farben je nach Lebensdauer der metastabilen Zustände, wie beobachtet: die Farbe wird zum Indikator für den Luftdruck, in einer Höhe von ~120 km das tanzende grüne Licht mit einer Lebensdauer im Sekundenbereich, bei ~250 km das eher statische rote Licht mit einer Lebensdauer von mehreren Minuten und das seltene blaue Licht mit einer noch längeren Lebensdauer ganz oben. Es können auch Mischfarben auftreten.

## Formen
Es treten vier verschiedene Arten von Polarlichtern auf, welche abhängig von den Sonnenwinden sind. Diese sind: Corona, Vorhänge, ruhige Bögen und Bänder. Wissenschaftlich werden sie gemäß der Vallance-Jones Classification unterteilt:
| Abk. | Bezeichnung       | Bezeichnung                            |
| Abk. | englisch          | deutsch                                |
| ---- | ----------------- | -------------------------------------- |
| HA   | Homogeneous Arc   | Gleichmäßiger Bogen                    |
| HB   | Homogeneous Band  | Gleichmäßiges Band                     |
| RA   | Rays Arc          | Strahlenförmiger Bogen                 |
| RB   | Rays Band         | Strahlenförmiges Band                  |
| DS   | Diffuse Surface   | Diffuse Fläche                         |
| PS   | Pulsating Surface | Pulsierende Fläche                     |
| PA   | Pulsating Arc     | Pulsierender Bogen                     |
| C    | Corona            | Korona (ringförmige Strahlen)          |
| F    | Flaming           | Zenit-gerichtete, pulsierende Strahlen |

Unterschiedliche Formen

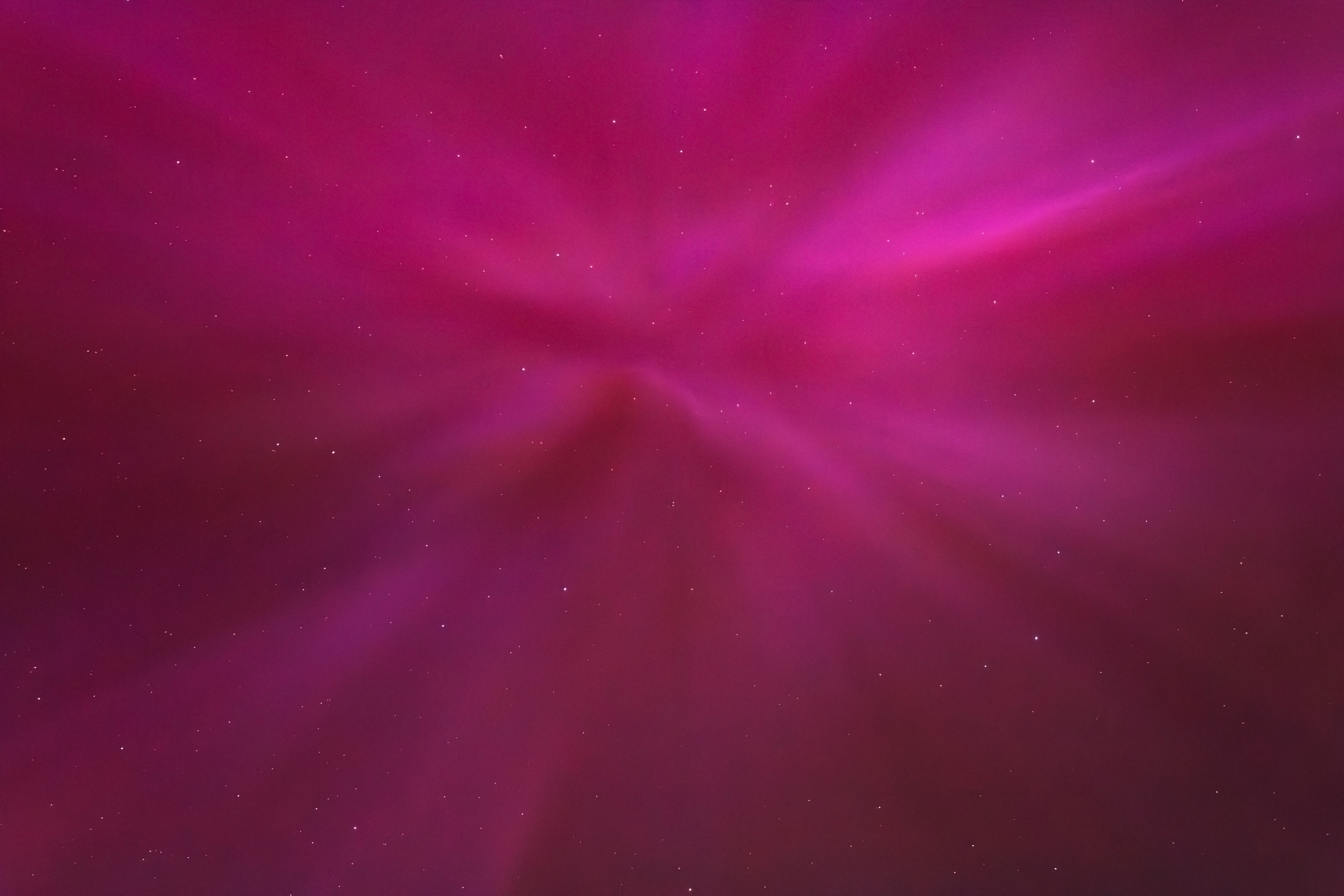
Magentafarbene Corona einer Aurora Borealis in Brastad, Schweden

Weiterhin gibt es innerhalb der Lichter deutliche dunkle Bereiche, die sogenannte Anti-Aurora. Es sind Gebiete, in denen der Elektronenstrom in Richtung Hochatmosphäre zum Erliegen kommt. Satelliten haben in einem solchen Bereich nach oben, also weg von der Atmosphäre gerichtete Elektronenströme festgestellt.
In den 2010er Jahren wurde von Amateurastronomen ein neues Auroraphänomen (Dünen, Dunes) bestehend aus an Dünen erinnernde Wellenmustern in der grünen Aurora entdeckt. Es wird auf eine Welle von 45 km Wellenlänge in der unteren Thermosphäre (Höhe rund 100 km) zurückgeführt, möglicherweise identisch mit als mesospheric bores bekannten Schwerewellen. Nach der Theorie von Minna Palmroth und Kollegen können diese Schwerewellen aus der Mesosphäre in eine Zwischenschicht zwischen Mesopause und einer darunter liegenden Inversionsschicht gelangen und dort größere Entfernungen zurücklegen.
Perlenkettenförmige Strukturen im Polarlicht (englisch Aurora beads), die sowohl von der Erde als auch von Satelliten (THEMIS) gesehen werden, wurden in Simulationen auf turbulente Phänomene bei der Wechselwirkung von Sonnenwind und Erdmagnetfeld im Magnetschweif der Erde zurückgeführt. Dabei bilden sich Blasen, die in Wechselwirkung mit dem schwereren Plasma im Erdmagnetfeld sogenannte Finger bilden, filamentartige langgestreckte Plasmastrukturen (die Plasmainstabilitäten werden Interchange Instability und Ballooning Instability genannt und sind von Fusionsplasmen bekannt). Die Perlenketten treten häufig im Vorfeld von größeren Aurora-Entladungen (substorms) auf.

## Historisches

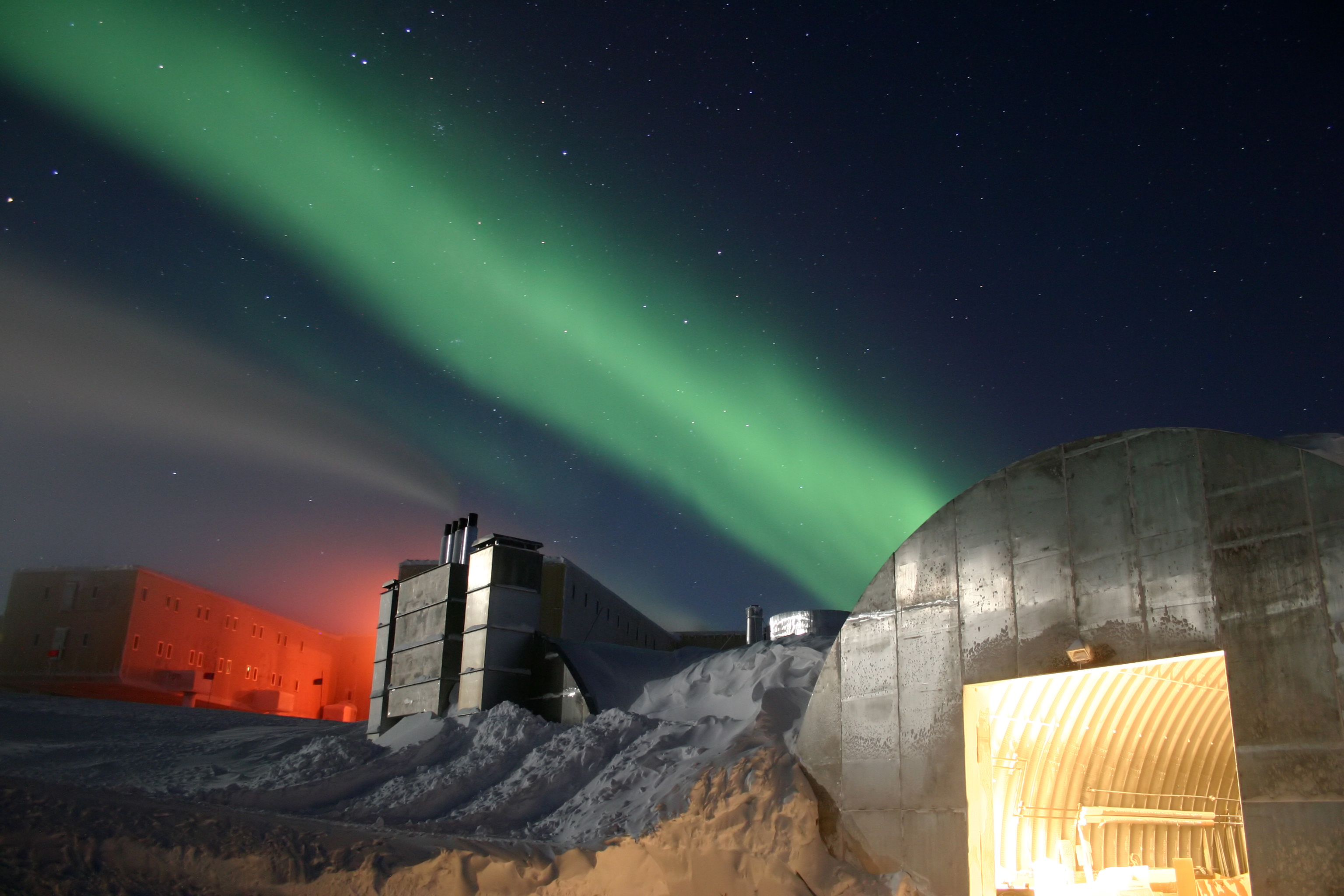
Polarlicht (Südlicht) an der Amundsen-Scott-Südpolstation in der Antarktis

Der möglicherweise früheste datierbare Bericht über Polarlichter findet sich in einem über 2500 Jahre alten babylonischen Keilschriftdokument. Es berichtet von einem ungewöhnlichen roten Leuchten am Nachthimmel, das präzise auf die Nacht vom 12. auf den 13. März 567 v. Chr. datiert ist.
Der Schriftprophet Ezechiel berichtet aus dieser Zeit zu Beginn seines Buches über eine von Norden kommende Sturmwinderscheinung in Babylonien, die sich möglicherweise auf dieses Polarlicht bezieht:

1,4 Ich schaute und siehe: Ein Sturmwind kam von Norden, eine große Wolke und ein unaufhörlich aufflammendes Feuer, umgeben von einem hellen Schein. Und aus seiner Mitte, mitten aus dem Feuer, da strahlte es wie glänzendes Metall.

Der griechische Händler und Geograph Pytheas berichtete am Ende des vierten vorchristlichen Jahrhunderts von seiner Seereise nach Thule, wo er Polarlichter gesehen hat.
Vor oder außerhalb der wissenschaftlichen Erklärungen bestanden zahlreiche Legenden und Sagen. Die Völker in Lappland, Sibirien und Alaska glaubten hier Zeichen ihrer Götter zu sehen, die auf diese Weise mit ihnen in Verbindung treten wollten. Die Zeichen galten oft als Vorboten für schlimme Zeiten wie Krieg, Pest, Hungersnot.
Ebenfalls ein nahendes Unglück vermuteten die Samen, Skandinaviens Ureinwohner, besonders beim Aufleuchten roter Farbschleier. In ihrem Fall wurden allerdings die Toten als Auslöser vermutet, man verbot den Kindern auf die Straße zu gehen und wartete schweigend darauf, dass sich die Toten wieder zur Ruhe legten.
An Aktivitäten der Geister ihrer Verstorbenen glaubten auch die Inuit. Sie gingen jedoch davon aus, dass das Leuchten durch einen hin und her geworfenen Walross-Schädel beim Ballspielen entstand. Ebenfalls bei den Inuit fand sich die Auffassung, die Lichter seien eine Brücke ins Jenseits, die von Fackeln der Toten beleuchtet wird, um frisch Gestorbenen Orientierung zu bieten.
Die indigenen Völker in Kanada meinten, dass sich ihr leuchtend in Erscheinung tretender Gott über das Wohlbefinden seiner Stämme vergewissern wollte.
Eine kleine Geschichte diente den Wikingern als Erklärung. Sie sahen in den Polarlichtern das Zeichen, dass irgendwo auf der Welt eine große Schlacht geschlagen worden war. Nach ihrer Vorstellung ritten die Walküren nach jedem Gefecht über den Himmel und wählten die Helden aus, die fortan an Odins Tafel speisen sollten. Dabei spiegelte sich das Licht des Mondes auf ihren schimmernden Rüstungen und die bunten Nordlichter entstanden. Besonders im Mittelalter galten in Europa Polarlichter, ähnlich wie Kometen, als Vorboten kommenden Unheils (zum Beispiel Kriege, Seuchen, Hungersnöte). Mitteleuropäische Christen sollen im Mittelalter darin Vorzeichen der Apokalypse gesehen haben, was mit der in ihren Breiten häufigsten feuerroten Erscheinung zusammenhängen dürfte. Für die Māori auf der Südhalbkugel galt das in Neuseeland äußerst seltene Südlicht als Feuer, das die Ahnen auf ihrem Weg in Richtung Antarktis entzündet hatten, um sich an die warmen Tage in Neuseeland zu erinnern.
Am 2. September 1859 waren beim sogenannten Carrington-Ereignis Polarlichter auf der Nordhalbkugel bis in die Tropen zu sehen. Ursache war ein durch koronalen Massenausstoß ausgelöster geomagnetischer Sturm von außergewöhnlicher Stärke. Es wird vermutet, dass eine ähnlich starke Eruption heute zu einem weltweiten Blackout führen würde.

## Historische wissenschaftliche Theorien
Im 18. Jahrhundert wurden die ersten Versuche unternommen, die Entstehung von Polarlichtern wissenschaftlich zu erklären. Die Forscher gingen zunächst davon aus, dass es sich bei den Polarlichtern um Reflexionen von Sonnenlicht an Wolken oder Eiskristallen handle. Erst einige Zeit später erkannte der englische Astronom und Mathematiker Edmond Halley – wahrscheinlich als erster – den Zusammenhang zwischen dem Erdmagnetfeld und Polarlichtern. Das Leuchten konnte er aber nicht erklären. Dieses gelang erst 1867 dem schwedischen Astronom und Physiker Anders Jonas Ångström, der zeigen konnte, dass es sich bei den Polarlichtern um selbstleuchtende Gase handelt. Eine Theorie für die Ursache des Leuchtens stellte der norwegische Physiker Kristian Birkeland im Jahre 1896 auf: Er ging davon aus, dass Elektronen der Sonne das Gasgemisch der oberen Atmosphäre zum Leuchten anregen. Da die Existenz des Sonnenwindes zu dieser Zeit aber noch nicht bekannt war – dies wurde erst 1959 durch die sowjetische Sonde Lunik 1 nachgewiesen –, wurde seine Theorie jedoch häufig bezweifelt. Obwohl die Entstehung des Lichtes heute nicht mehr umstritten ist, ist noch nicht vollständig geklärt, warum an bestimmten Orten Polarlicht zu beobachten ist.
Die ersten Fotografien des Nordlichts gelangen Martin Brendel und Otto Baschin am 1. Februar 1892.
Eine viele Jahrzehnte lang aufrechterhaltene und immer noch verbreitete moderne Theorie besagt, Polarlichter entstünden durch das direkte Auftreffen geladener Teilchen des Sonnenwindes auf die Erdatmosphäre. Sonnenwindpartikel würden dabei längs der Erdmagnetfeldlinien trichterartig auf die polnahe Atmosphäre geleitet, wo die Feldlinien annähernd senkrecht die Atmosphäre durchdringen. Diese Theorie muss zumindest als stark vereinfacht angesehen werden, da sie die komplexen Prozesse zwischen der Aufnahme der Energie des Sonnenwindes bis zur Entstehung der Leuchterscheinungen unterschlägt.
In der Wissenschaft war spätestens seit Burritt (1845) der Zusammenhang zwischen den Leuchterscheinungen und Aktivitäten im Erdmagnetfeld bekannt.
Im 19. Jahrhundert wurde die Verbindung mit den Sonnenflecken bekannt. Mitte des 19. Jahrhunderts wurde in den Anfangsjahren der Telegraphie induzierte Impulse auf den Telegraphenleitungen beobachtet. Anfang des 20. Jahrhunderts demonstrierte Birkeland die Plausibilität einer Erklärung über Elektrizität, Plasma und die Sonnenaktivität. Ende der 1950er Jahre wurden mit der ersten Forschungsrakete von Churchill Elektronenströme in der Atmosphäre nachgewiesen.

## Aurora-Geräusche
Es gab seit langem Berichte über Geräusche, ähnlich Radiorauschen, einem fernen Wasserfall oder Knistern, die die Aurora-Erscheinungen begleiten. Ob dies tatsächlich physikalische Folgen der Aurora waren oder eventuell nur Einbildungen oder Folklore, war lange umstritten, zum Beispiel in Diskussionen zum ersten und zweiten Internationalen Polarjahr 1882/83 und 1932/33 (beteiligt an den Diskussionen waren unter anderem Carl Størmer, George Clarke Simpson und Sydney Chapman). Finnische Wissenschaftler um Unto Laine berichteten 2012 über einen Nachweis mit akustischen Messgeräten. Danach kommen sie aus niedrigen Höhen von 70 bis 100 m. 2016 (Baltic-Nordic Acoustic Meeting, Stockholm) schlugen sie als Erklärung vor, dass sie als Folge der Bildung von Inversionsschichten bei kaltem, ruhigem Wetter entstehen. Diese trennen positive Ladungen in größeren Höhen von negativen Ladungen unter der Inversionsschicht, was durch magnetische Störungen während der Aurora aufgehoben wird. Die Geräusche wurden auch in Abwesenheit von Polarlichtern beobachtet, stimmten aber mit geomagnetischen Störungen überein.

## Einfluss auf technische Einrichtungen

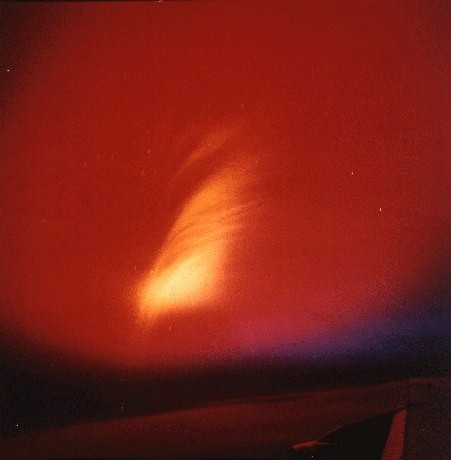
Polarlicht, ausgelöst durch den Kernwaffentest Starfish Prime (1962)

Die energiereichen, elektrisch geladenen Teilchen des Sonnenwindes, die für die Entstehung von Polarlichtern verantwortlich sind, erzeugen elektromagnetische Felder, die schädigende Auswirkungen auf elektronische Einrichtungen ausüben können (siehe Sonnensturm). Gefährdet sind insbesondere Satelliten sowie Flugzeuge. Zur Sicherheit wird daher zu Zeiten erhöhter Polarlichtaktivität im Flugverkehr in geringerer Höhe geflogen, oder es werden Flugrouten gewählt, die abseits der Polarregionen liegen.
Zudem kann es in Stromnetzen durch Induktion zu Spannungsschwankungen kommen. So wurde beispielsweise der Stromausfall in Kanada im Jahre 1989 auf einen starken Sonnenwind zurückgeführt.
Während des Auftretens von Polarlichtern werden durch Teilreflexion auch Funkwellen oberhalb des Kurzwellenbereiches an den ionisierten Bereichen der Atmosphäre (Ionosphäre) reflektiert. Funkamateure nutzen diesen Effekt im Amateurfunkdienst, um die Reichweite ihrer Signale zu erhöhen. Da aber die von Polarlichtern herbeigeführte Reflexion der Funksignale in einer Störung und Verfälschung der Audiomodulation in charakteristischer Weise, nämlich Verbrummen und Rauheit im Ton, resultiert, werden die Verbindungen oft in der Betriebsart Morsetelegrafie (CW, A1A) durchgeführt.

## Deutungen in der Fiktion
In Science-Fiction-Romanen und -Filmen wird das Phänomen der Polarlichter hin und wieder als Begleiterscheinung übernatürlicher Ereignisse als besonderer Effekt eingesetzt; so etwa in der Novelle Langoliers von Stephen King und im Film Frequency. Sie sind ein zentrales Thema des ersten Teils der His-Dark-Materials-Trilogie von Philip Pullman.

## Philatelistisches
Mit dem Erstausgabetag 7. April 2022 gab die Deutsche Post AG in der Serie Himmelsereignisse: Polarlicht ein Postwertzeichen im Nennwert von 100 Eurocent heraus. Der Entwurf stammt von der Grafikerin Bettina Walter aus Bonn.

## Dokumentarfilm
- Polarlichter Faszination und Bedrohung. Regie: Simo Sipola. Arte, YLE, Finnland/Frankreich, 53 Minuten, 2019.